# Macelloidinae
Los maceloidineos (Macelloidinae) son una de las subfamilias de anélidos poliquetos perteneciente a la familia Polynoidae. Comprende un solo género Macelloides Uschakov, 1957 que también es monotípico con una única especie: Macelloides antarctica.